# Physische Auszeichnungen
Physische Auszeichnungen legen in HTML die Erscheinungsform der Zeichen fest und sehen bei jedem Benutzer ähnlich aus. Hierbei wird nichts über die Bedeutung der Zeichen angegeben. Sie haben den Nachteil, dass sie – im Gegensatz zu logischen oder semantischen Auszeichnungen – unflexibel sind und der Betrachter wenig Einfluss auf die Erscheinung hat.
Wenn z. B. ein Text als zitiert kenntlich gemacht werden soll, so hat man die Möglichkeit, diesen kursiv zu markieren. Man selbst erkennt kursive Texte sofort als Zitat. Es kann aber auch sein, dass in anderen Regionen der Welt Zitate nur unterstrichen erkannt werden. In vielen Fällen ist es aber nicht von Bedeutung, ob man logische Auszeichnungen oder physische Auszeichnungen verwendet.
In HTML5 ging man vollständig zu semantischer Auszeichnung über. Elemente, die früher eine rein typografische Wirkung hatten, erhielten nun auch eine inhaltliche Interpretation, oder sie wurden aus dem Standard entfernt und sollen in Neuprogrammierungen von Software nicht mehr verwendet werden. Somit wird es zukünftig keine physische Auszeichnung mehr in einem HTML-Dokument geben, sondern diese wird ausschließlich über Cascading Style Sheets geregelt.